# Protestantismo e islam
El protestantismo y el islam entraron en contacto a comienzos del siglo XVI cuando el imperio otomano, en plena expansión militar hacia los Balcanes, se topó con poblaciones calvinistas en las modernas regiones de Hungría y Transilvania. Puesto que tanto protestantes como musulmanes se oponían al catolicismo del núcleo del Sacro Imperio Romano Germánico y sus aliados correligionarios, se dio una serie de alianzas económicas, militares y culturales entre ellos.
Reformistas y musulmanes establecieron un clima de tolerancia mutua a pesar de sus esenciales diferencias teológicas y cristológicas, considerándose más cerca el uno del otro que ninguno de ellos del catolicismo. El imperio otomano apoyó a las primeras iglesias protestantes y contribuyó a su supervivencia. El propio Martín Lutero contemplaba a los otomanos como aliados, considerándoles el castigo de Dios contra los pecados de la Europa católica.
Lutero comparó favorablemente a los turcos con los españoles católicos en sus Discursos, donde proclamó: "tolerabilius esse vivere sub Turca quam Hispanis, nam Turca confirmatio regno servare iustitiam, sed Hispanos plane esse bestias" ("es más tolerable vivir bajo el gobierno de los turcos que de los españoles, porque los turcos fundamentan su dominio en la justicia, mientras que los españoles directamente son bestias").
El continuo imperialismo otomano obligó a Carlos I de España y V del Sacro Imperio Romano Germánico a tratar las Paces de Passau y de Augsburgo con los príncipes protestantes de Alemania, finalmente reconociendo que el protestantismo había llegado para quedarse y terminando con sus amenazas militares contra su existencia.